# Robert von Bahr (militär)
Samuel Gustaf Robert von Bahr, född 29 november 1825 på Söderby i Uppsala-Näs socken, död 10 mars 1896 på Karlsborg, var en svensk militär. Han var bror till Lotten von Düben och Carl von Bahr.

## Biografi
Robert von Bahr var son till major Robert von Bahr och friherrinnan Aimée Åkerhielm af Margrethelund. Han blev kadett vid Karlberg och utexaminerades därifrån 1847, varefter han blev underlöjtnant vid andra livgardet. 1851 befordrades von Bahr till löjtnant, transporterades 1852 till Upplands regemente, blev adjutant samma år, befordrades till kapten 1865, major 1872 och överstelöjtnant 1876. Han var 1881–1886 överste och chef för Upplands regemente. Han erhöll avsked från regementet 1888 med tillstånd av kvarstå som överste i armén, och utsågs samma dag till kommendant på Karlsborgs fästning, en post han kvarstod på till sin död.
Robert von Bahr blev ledamot av Krigsvetenskapsakademien 1887. Han blev riddare av Svärdsorden 1871 och kommendör av första klass av samma orden 1886.

### Familj
von Bahr gifte sig 5 februari 1855 med friherrinnan Ebba Åkerhielm af Blombacka (1826–1895), dotter till översten friherre Claes Åkerhielm af Blombacka och Gustava Albertina Askerbom. De fick tillsammans barnen majoren Robert von Bahr (1856–1920) vid Jämtlands fältjägarregemente, överstelöjtnanten Carl von Bahr (1858–1921) vid Jämtlands fältjägarregemente, Aimée von Bahr (1860–1931) som var gift med översten Gillis Bergenstråhle, sophiasystern och husmodern Henny von Bahr (1861–1938) och majoren Otto von Bahr (1866–1952).